# Louis Pierre Gabriel Bernard Morel-Retz
Louis Pierre Gabriel Bernard Morel-Retz, Künstlername Stop (* 3. Juni 1825 in Dijon; † 5. September 1899 ebenda), war ein französischer Maler und Karikaturist.

## Leben
Louis Morel-Retz kam 1825 als Sohn des Gerichtspräsidenten Sébastien Morel (1787–1848) und seiner Frau Agathe Retz (1786–1880) in Dijon zur Welt. Dem Wunsch seines Vaters folgend, studierte Louis Morel-Retz zunächst Jura an der Universität von Dijon. Das Studium schloss er 1845 ab und arbeitete fortan in einer Dijoner Rechtsanwaltskanzlei. Nachdem er 1849 den Doktortitel der Rechtswissenschaften erhalten hatte, wechselte er im Folgejahr in eine Pariser Anwaltskanzlei und arbeitete am dortigen Kassationsgericht und im Conseil d’État.
Neben der juristischen Ausbildung nahm Louis Morel-Retz in Dijon Zeichenunterricht. Er folgte hierin ebenfalls seinem Vater,
der bei François Devosge Malerei studiert hatte und ein ausgezeichneter Aquarellist war. Im Salon de Paris stellte Louis Morel-Retz in den Jahren 1857, 1864 und 1865 seine Werke aus. Sein Gemälde Jésus guérissant un aveuglewird erwarb 1863 der französische Staat für 1.500 Franc. Das Bild gelangte später in die Kirche von Boufarik, im damals französischen Algerien. Neben der Ölmalerei arbeitete Louis Morel-Retz in Aquarelltechnik und veröffentlichte Radierungen. Gegen Ende des Zweiten Kaiserreichs begann er unter dem Pseudonym Stop als Karikaturist zu arbeiten. Bekannt sind vor allem seine humorvollen Illustrationen zu den Besprechungen des Pariser Salon in den Satirezeitschriften Le Charivari und Le Journal amusant.
Louis Morel-Retz war verheiratet mit Victorine Bouchon. Er starb 1899 in seiner Heimatstadt Dijon.

## Galerie

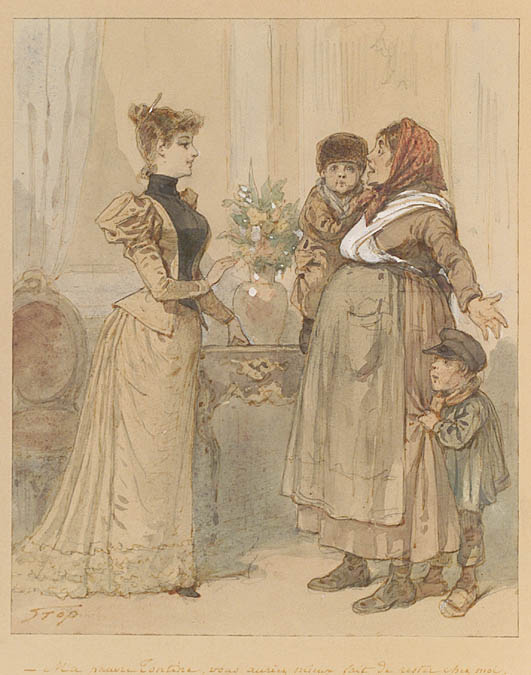
Genreszene
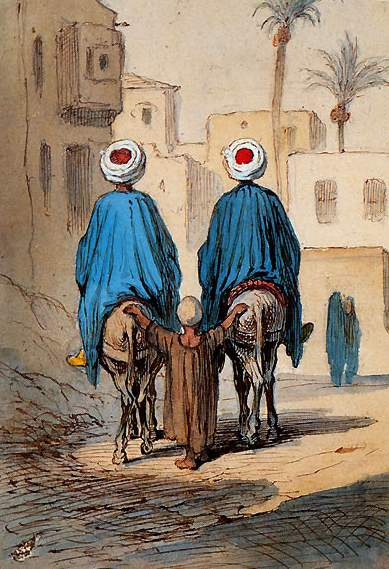
Petit ânier du Caire
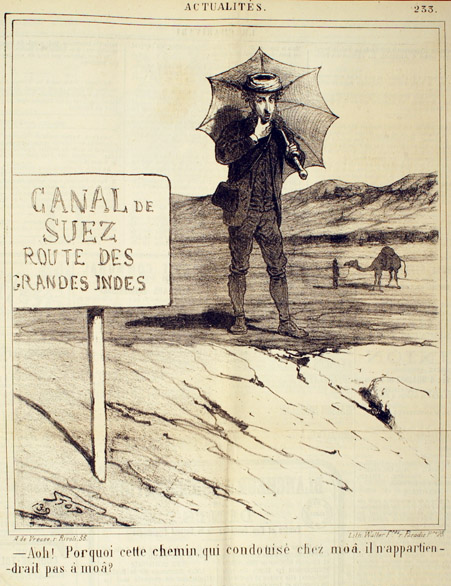
Canal de Suez - route des Grandes Indes
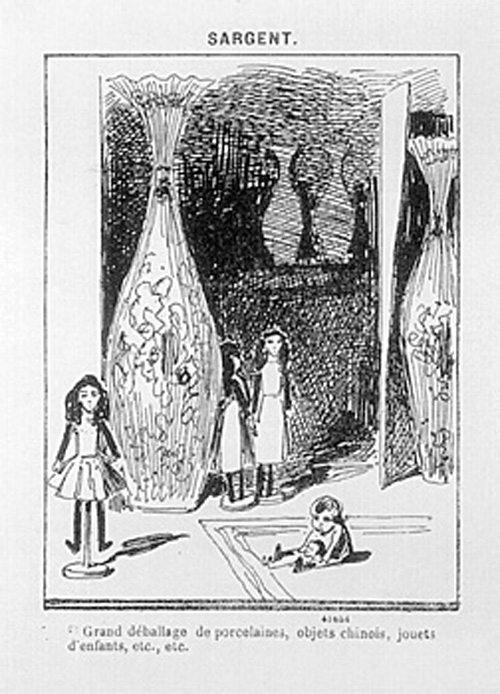
Grand deballage de porcelaines